# Золотомушка

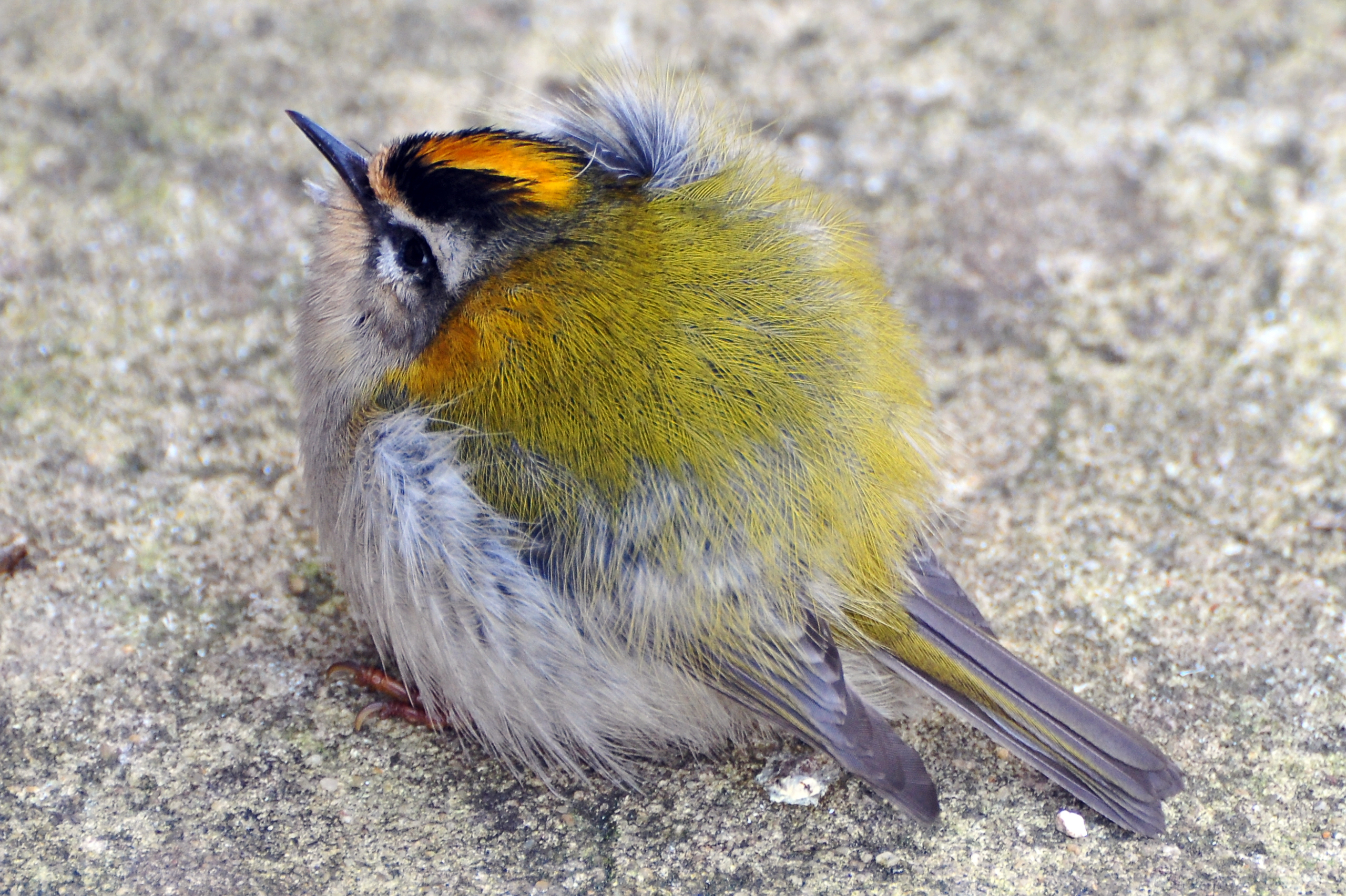
Золотомушка червоночуба (Regulus ignicapillus)

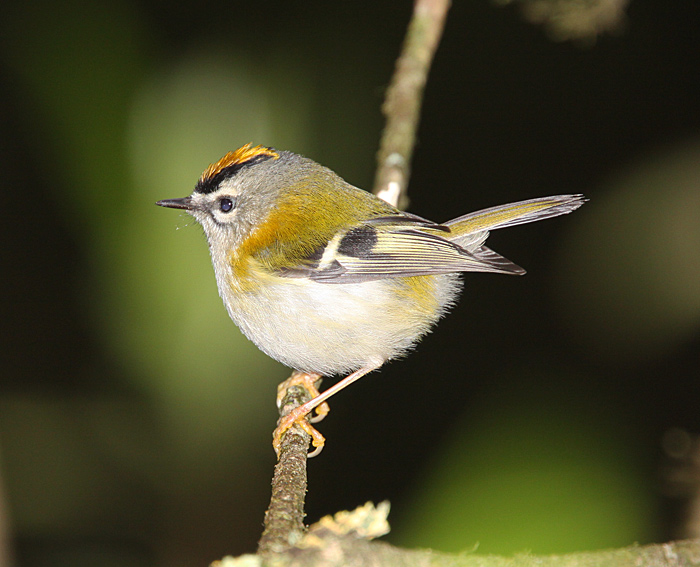
Золотомушка мадерійська Regulus madeirensis

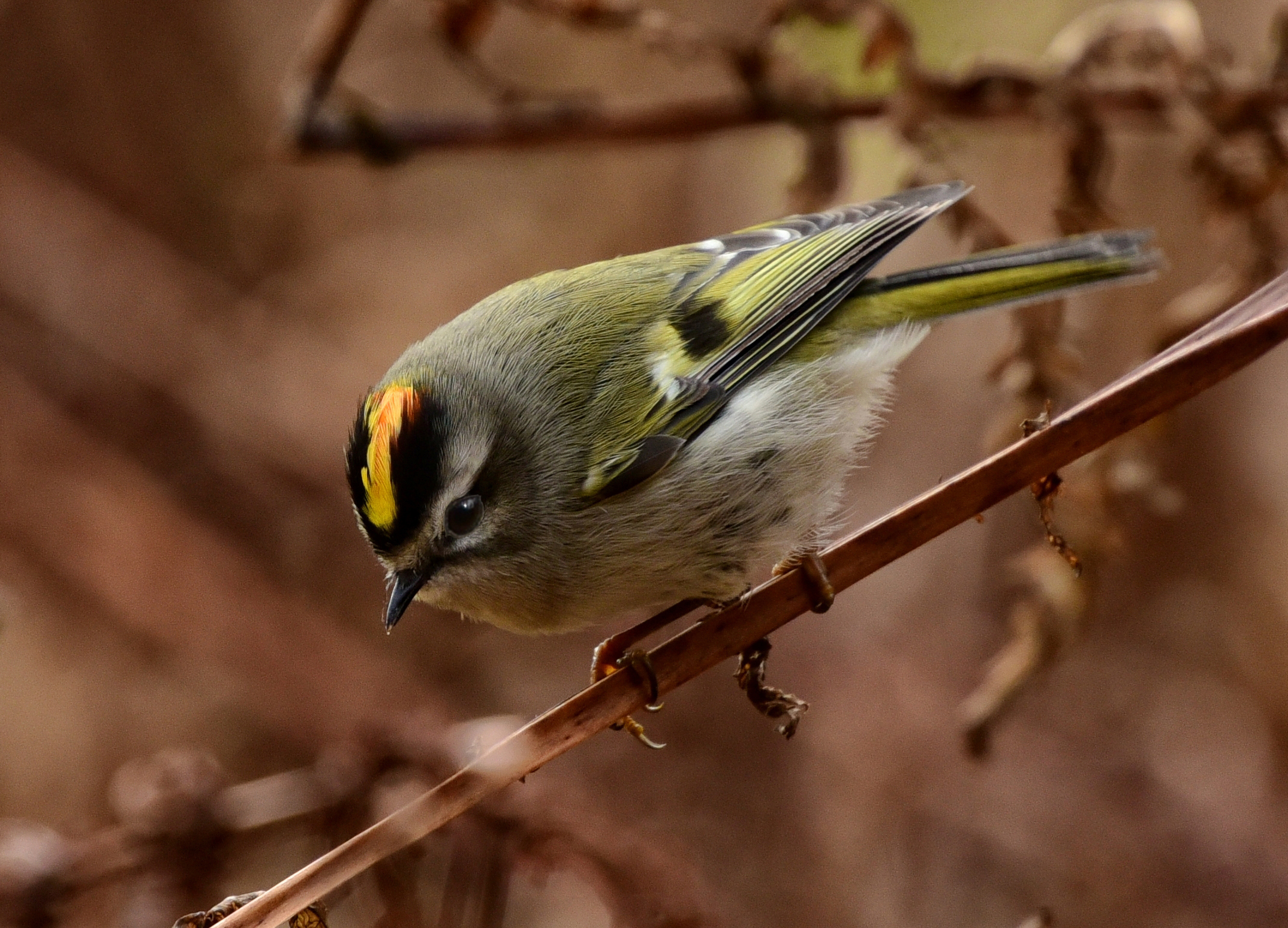
Золотомушка світлоброва (Regulus satrapa)

Золотому́шка (Regulus) — рід горобцеподібних птахів. Включає 5 або 6 сучасних видів. Раніше вважався єдиним у родині золотомушкових (Regulidae), але згодом золотомушка рубіновочуба була виділена в окремий рід Corthylio. Дрібні лісові птахи, що зовнішнім виглядом нагадують синиць або вівчариків, тільки менші.

## Морфологічні ознаки
Довжина тіла 8—12 см, маса 5—8 г. Забарвлення має оливково-сірі або рудувато-сині відтінки; статевий диморфізм виражений не у всіх. Дзьоб тонкий і короткий, з невеликим гачком на кінці. Ніздрі прикриті дрібним пір'ям або шкіряною складкою. Ноги та пальці тонкі, з вигнутими кігтями та пристосовані для пересуванню по рослинності. Крила короткі та заокруглені, мають 10 махових. Хвіст з невеликою вирізкою, з 12 стернових пір'їн, за довжиною дорівнює крилу. Оперення м'яке. Повне линяння 1 раз на рік, після завершення сезону розмноження.

## Поширення та місця існування
Поширені в Євразії та Центральній Америці, Північній Африці (у межах північної півкулі). Населяють переважно хвойні рівнинні ліси та гірські зарості кущів.

## Особливості екології
Одні види є осілими, інші — кочують на обмеженій території; гірські популяції здійснюють сезонні вертикальні переміщення. Золотомушки — рухливі птахи, що тримаються приховано серед густих гілок у кронах дерев.
Моногами. Гнізда у вигляді компактної, ретельно сплетеної чаші або сферичної форми з розташованим збоку льотком. Гнізда часто розміщені в густих кронах на кінцевих частинах гілок та практично недоступні для хижаків. Зовнішні стінки гнізда сплетені з трави та тонких гілочок, лоток вистелений шерстю та дрібним пір'ям. У кладці 4—10 білих або блідо-рожевих з бурими крапками яєць, забарвлення може сильно варіювати. Обидва батьки насиджують кладку близько 15 днів, стільки ж вигодовують пташенят. Після вильоту молоді виводки починають кочувати, об'єднуючись у більші зграї.
Живляться переважно тваринною їжею — дрібними безхребетними (павуки, комахи, їхні яйця, личинки та лялечки), яких збирають у кронах дерев, часто на найтонших гілках, недоступних іншим, більшим за розміром птахам. Рідше поїдають насіння дерев. На землі шукають їжу рідко.

## Походження та систематика
Ймовірний центр походження золотомушок — помірні широти Євразії. Систематичне положення родини в ряді Горобцеподібних не зовсім зрозуміле, іноді відносили до родини кропив'янкових. Раніше до родини Жовтомушкових відносили 3 роди: Regulus, Lophobasileus та Leptopoecile. Згодом тривалий час родину вважали монотиповою з родом Regulus, однак сьогодні золотомушку рубіновочубу виокремлюють у відновлений рід Corthylio.
Рід включає 5 видів, два з яких трапляються на території України.
- Рід Золотомушка (Regulus)
  - Золотомушка тайванська (Regulus goodfellowi) Ogilvie-Grant, 1906
  - Золотомушка червоночуба (Regulus ignicapillus) (Temminck, 1820) — в Україні осілий, кочовий, перелітний птах, занесений до Червоної книги України
  - Золотомушка мадерійська (Regulus madeirensis) (Harcourt, 1851)
  - Золотомушка жовточуба (Regulus regulus) (Linnaeus, 1758) — в Україні осілий, кочовий, перелітний птах
  - Золотомушка світлоброва (Regulus satrapa) (Lichtenstein, 1823)

Крім того канарську золотомушку (Regulus regulus teneriffae) деякі автори вважають окремим видом Regulus teneriffae. Також, з ранньоплейстоценових відкладень Болгарії, що датуються віком 2,6-1,95 млн років, описано викопний вид Regulus bulgaricus.